# Roda JC Kerkrade in het seizoen 2014/15
Dit artikel geeft een voorlopig overzicht van Roda JC Kerkrade in het seizoen 2014/2015.

## Selectie/Staf

### Selectie
- = Aanvoerder |  = Blessure |  = Geschorst

| Nr. |                                       | Naam                 | Positie      | Leeft. | Seiz. |
| --- | ------------------------------------- | -------------------- | ------------ | ------ | ----- |
| 1   | Vlag van Nederland                    | Benjamin Van Leer    | Keeper       | 22     | 1e    |
| 2   | Vlag van België                       | Martijn Monteyne     | Verdediger   | 28     | 4e    |
| 3   | Vlag van België                       | Bart Biemans         | Verdediger   | 25     | 4e    |
| 4   | Vlag van Nederland                    | Guy Ramos            | Verdediger   | 29     | 2e    |
| 5   | Vlag van Nederland                    | Ard van Peppen       | Verdediger   | 29     | 2e    |
| 6   | Vlag van Nederland                    | Nathan Rutjes        | Middenvelder | 31     | 1e    |
| 7   | Vlag van België                       | Tom Van Hyfte        | Middenvelder | 28     | 1e    |
| 8   | Vlag van Nederland                    | Crescendo van Berkel | Verdediger   | 22     | 1e    |
| 9   | Vlag van Nederland                    | Johan Plat           | Aanvaller    | 27     | 1e    |
| 10  | Vlag van Nederland                    | Marc Höcher          | Aanvaller    | 30     | 2e    |
| 11  | Vlag van België                       | Nayib Lagouireh      | Aanvaller    | 23     | 1e    |
| 14  | Vlag van Nederland                    | Anco Jansen          | Aanvaller    | 25     | 2e    |
| 15  | Vlag van Nederland                    | Frank Demouge        | Aanvaller    | 32     | 2e    |
| 16  | Vlag van Nederland · Vlag van Marokko | Hicham Faik          | Middenvelder | 22     | 1e    |
| 17  | Vlag van Nederland                    | Henk Dijkhuizen      | Verdediger   | 22     | 2e    |
| 18  | Vlag van Nederland                    | Brian Jacobs         | Aanvaller    | 19     | 1e    |
| 19  | Vlag van Nederland                    | Mitchel Paulissen    | Middenvelder | 21     | 4e    |
| 20  | Vlag van Nederland                    | Daryl Werker         | Verdediger   | 20     | 1e    |
| 21  | Vlag van België                       | Bram Verbist         | Keeper       | 31     | 1e    |
| 22  | Vlag van Nederland                    | Yannick Derix        | Keeper       | 23     | 1e    |
| 23  | Vlag van Nederland                    | Arjan Swinkels       | Verdediger   | 30     | 1e    |
| 25  | Vlag van Duitsland                    | Kai Bösing           | Middenvelder | 20     | 1e    |
| 27  | Vlag van Nederland                    | Edwin Gyasi          | Aanvaller    | 24     | 1e    |
| 28  | Vlag van Nederland                    | Raymond Gyasi        | Aanvaller    | 22     | 1e    |
| 29  | Vlag van Nederland                    | Tim Blättler         | Aanvaller    | 21     | 1e    |
| 37  | Vlag van Nederland                    | Danny Schreurs       | Aanvaller    | 27     | 1e    |

### Staf
| Functie           | Naam                                             |
| ----------------- | ------------------------------------------------ |
| Hoofdtrainer      | Darije Kalezić en Regilio Vrede (vanaf 8-4-2015) |
|                   | René Trost (tot 7-4-2015)                        |
| Assistent-trainer | Onbekend                                         |
| Keeperstrainer    | Robert-Jan Zoetmulder                            |
| Team Manager      | Ger Senden                                       |

| Functie           | Naam           |
| ----------------- | -------------- |
| Club arts         | Rutger Sanders |
| Verzorger/Masseur | Norbert Keulen |
| Verzorger         | Michel Somers  |
| Fysiotherapeut    | Martijn Smeets |
| Fysiotherapeut    | Jim Snackers   |

## Statistieken

### Eindstand
| pos | club             | gs | w  | g  | v  | pnt | dv  | dt | ds  |
| --- | ---------------- | -- | -- | -- | -- | --- | --- | -- | --- |
| 1.  | N.E.C. +         | 38 | 33 | 2  | 3  | 101 | 100 | 32 | +68 |
| 2.  | FC Eindhoven +   | 38 | 26 | 2  | 10 | 80  | 70  | 39 | +31 |
| 3.  | Roda JC Kerkrade | 38 | 21 | 6  | 11 | 69  | 69  | 58 | +11 |
| 4.  | FC Emmen         | 38 | 19 | 10 | 9  | 67  | 88  | 57 | +31 |
| 5.  | FC Volendam      | 38 | 18 | 8  | 12 | 62  | 83  | 68 | +15 |

### Legenda
| Kleur | Kwalificatie voor                                    |
| ----- | ---------------------------------------------------- |
|       | Promotie naar de Eredivisie                          |
|       | Play-offs voor promotie naar de Eredivisie, 2e ronde |
|       | Play-offs voor promotie naar de Eredivisie, 1e ronde |
| +     | Periodekampioen                                      |

### Winst/Gelijk/Verlies
| Speelronde | 1 | 2 | 3 | 4 | 5 | 6 | 7 | 8 | 9 | 10 | 11 | 12 | 13 | 14 | 15 | 16 | 17 | 18 | 19 | 20 | 21 | 22 | 23 | 24 | 25 | 26 | 27 | 28 | 29 | 30 | 31 | 32 | 33 | 34 | 35 | 36 | 37 | 38 |
| ---------- | - | - | - | - | - | - | - | - | - | -- | -- | -- | -- | -- | -- | -- | -- | -- | -- | -- | -- | -- | -- | -- | -- | -- | -- | -- | -- | -- | -- | -- | -- | -- | -- | -- | -- | -- |
| W/G/V      | W | W | W | V | W | W | W | W | G | W  | W  | W  | W  | V  | W  | W  | G  | V  | W  | V  | V  | V  | W  | W  | G  | W  | V  | G  | W  | V  | W  | W  | V  | W  | G  | G  | W  | V  |

Winst
Gelijk
Verlies

### Positieverloop
| Speelronde | 1 | 2 | 3 | 4 | 5 | 6 | 7 | 8 | 9 | 10 | 11 | 12 | 13 | 14 | 15 | 16 | 17 | 18 | 19 | 20 | 21 | 22 | 23 | 24 | 25 | 26 | 27 | 28 | 29 | 30 | 31 | 32 | 33 | 34 | 35 | 36 | 37 | 38 | Eindstand |
| ---------- | - | - | - | - | - | - | - | - | - | -- | -- | -- | -- | -- | -- | -- | -- | -- | -- | -- | -- | -- | -- | -- | -- | -- | -- | -- | -- | -- | -- | -- | -- | -- | -- | -- | -- | -- | --------- |
| Stand      | 6 | 4 | 3 | 5 | 3 | 2 | 2 | 2 | 3 | 2  | 2  | 2  | 2  | 2  | 2  | 2  | 2  | 2  | 2  | 2  | 2  | 2  | 2  | 2  | 3  | 3  | 3  | 2  | 2  | 2  | 2  | 3  | 3  | 3  | 3  | 3  | 3  | 3  | 3         |

## Wedstrijden

### Vriendschappelijk
|                   |                  |      |                  |                                      |
| 5 juli 2014 18.00 | FC Kerkrade-West | 0–11 | Roda JC Kerkrade | Sportpark FC Kerkrade-West, Kerkrade |
| 5 juli 2014 18.00 |                  |      |                  | Sportpark FC Kerkrade-West, Kerkrade |

|                    |                  |     |             |                                    |
| 11 juli 2014 19.00 | Roda JC Kerkrade | 4–0 | FC Volendam | Sportpark Seghemanstraat, Kerkrade |
| 11 juli 2014 19.00 |                  |     |             | Sportpark Seghemanstraat, Kerkrade |

|                    |           |     |                  |                          |
| 18 juli 2014 19.00 | Willem II | 1-0 | Roda JC Kerkrade | Complex Longa, Landgraaf |
| 18 juli 2014 19.00 |           |     |                  | Complex Longa, Landgraaf |

|                    |                  |     |                  |                                            |
| 22 juli 2014 15.00 | Roda JC Kerkrade | 1–1 | Alemannia Aachen | Gemeentelijk Sportpark Kaalheide, Kerkrade |
| 22 juli 2014 15.00 |                  |     |                  | Gemeentelijk Sportpark Kaalheide, Kerkrade |

|                    |           |     |                  |                            |
| 26 juli 2014 19.00 | Excelsior | 1–4 | Roda JC Kerkrade | TSV Barendrecht, Rotterdam |
| 26 juli 2014 19.00 |           |     |                  | TSV Barendrecht, Rotterdam |

|                       |                  |     |               |                                                      |
| 1 augustus 2014 19.00 | Roda JC Kerkrade | 1–0 | Helmond Sport | Sportpark Strijthagen, Schaesberg Toeschouwers: 2000 |
| 1 augustus 2014 19.00 |                  |     |               | Sportpark Strijthagen, Schaesberg Toeschouwers: 2000 |

### Eerste Divisie

#### Augustus
|                       |                                                        |                                 |                                       |                                                                                         |
| 8 augustus 2014 20.00 | Roda JC Kerkrade                                       | 3–2                             | RKC Waalwijk                          | Parkstad Limburg Stadion, Kerkrade Toeschouwers: 10.450 Scheidsrechter: Jeroen Manschot |
| 8 augustus 2014 20.00 | Marc Höcher '15 Wiljan Pluim '30 Nayib Lagouireh '90+2 | Shirtsponsor : Limburgse Passie | '42 Malcolm Esajas '75 Sandro Calabro | Parkstad Limburg Stadion, Kerkrade Toeschouwers: 10.450 Scheidsrechter: Jeroen Manschot |

|                        |                         |                                 |                                |                                                                                        |
| 15 augustus 2014 20.00 | Telstar                 | 1–2                             | Roda JC Kerkrade               | Tata Steel Stadion, Velsen-Zuid Toeschouwers: 2.450 Scheidsrechter: Edwin van de Graaf |
| 15 augustus 2014 20.00 | Jonathan Kindermans '42 | Shirtsponsor : Limburgse Passie | '56 Marc Höcher '86 Johan Plat | Tata Steel Stadion, Velsen-Zuid Toeschouwers: 2.450 Scheidsrechter: Edwin van de Graaf |

|                        |                               |                                 |                  |                                                                                             |
| 22 augustus 2014 20.00 | Roda JC Kerkrade              | 2–1                             | FC Eindhoven     | Parkstad Limburg Stadion, Kerkrade Toeschouwers: 10.266 Scheidsrechter: Reinold Wiedemeijer |
| 22 augustus 2014 20.00 | Marc Höcher '9 Johan Plat '54 | Shirtsponsor : Limburgse Passie | '66 Jens van Son | Parkstad Limburg Stadion, Kerkrade Toeschouwers: 10.266 Scheidsrechter: Reinold Wiedemeijer |

|                        |                                                         |                                 |                  |                                                                      |
| 25 augustus 2014 20.00 | FC Volendam                                             | 3–0                             | Roda JC Kerkrade | Krasstadion, Volendam Toeschouwers: 3.707 Scheidsrechter: Ed Janssen |
| 25 augustus 2014 20.00 | Brandley Kuwas '29 Henny Schilder '54 Guyon Philips '69 | Shirtsponsor : Limburgse Passie |                  | Krasstadion, Volendam Toeschouwers: 3.707 Scheidsrechter: Ed Janssen |

|                        |                                    |                       |                |                                                                                          |
| 31 augustus 2014 14.30 | Roda JC Kerkrade                   | 2–0                   | MVV Maastricht | Parkstad Limburg Stadion, Kerkrade Toeschouwers: 13.937 Scheidsrechter: Serdar Gözübüyük |
| 31 augustus 2014 14.30 | Marc Höcher '32 Ard van Peppen '42 | Shirtsponsor : Berner |                | Parkstad Limburg Stadion, Kerkrade Toeschouwers: 13.937 Scheidsrechter: Serdar Gözübüyük |

#### September
|                         |                 |                                  |                                    |                                                                                   |
| 13 september 2014 19.45 | Fortuna Sittard | 0–2                              | Roda JC Kerkrade                   | Offermans Joosten stadion, Sittard Toeschouwers: 7.853 Scheidsrechter: Kevin Blom |
| 13 september 2014 19.45 |                 | Shirtsponsor : Jergers Advocaten | '10 Nayib Lagouireh '51 Johan Plat | Offermans Joosten stadion, Sittard Toeschouwers: 7.853 Scheidsrechter: Kevin Blom |

|                         |                  |                              |           |                                                                                       |
| 20 september 2014 16.30 | Roda JC Kerkrade | 1–0                          | Jong Ajax | Parkstad Limburg Stadion, Kerkrade Toeschouwers: 10.963 Scheidsrechter: Siemen Mulder |
| 20 september 2014 16.30 | Hicham Faik '50  | Shirtsponsor : Volta Limburg |           | Parkstad Limburg Stadion, Kerkrade Toeschouwers: 10.963 Scheidsrechter: Siemen Mulder |

|                         |                    |                                 |                                     |                                                                            |
| 27 september 2014 16.30 | Helmond Sport      | 1–2                             | Roda JC Kerkrade                    | Lavans Stadion, Helmond Toeschouwers: 2.864 Scheidsrechter: Pol van Boekel |
| 27 september 2014 16.30 | Stanley Elbers '44 | Shirtsponsor : Limburgse Passie | '53 Wiljan Pluim '80 Rigino Cicilia | Lavans Stadion, Helmond Toeschouwers: 2.864 Scheidsrechter: Pol van Boekel |

#### Oktober
|                      |                     |                             |                     |                                                                                      |
| 3 oktober 2014 20.00 | Roda JC Kerkrade    | 1–1                         | Jong PSV            | Parkstad Limburg Stadion, Kerkrade Toeschouwers: 10.907 Scheidsrechter: Martin Pérez |
| 3 oktober 2014 20.00 | Henk Dijkhuizen '17 | Shirtsponsor : Soccer Arena | '80 Boris Cmiljanic | Parkstad Limburg Stadion, Kerkrade Toeschouwers: 10.907 Scheidsrechter: Martin Pérez |

- N.E.C. Periode 1 kampioen

|                       |                |                                 |                               |                                                                              |
| 20 oktober 2014 20.00 | Jong FC Twente | 0–2                             | Roda JC Kerkrade              | De Grolsch Veste, Enschede Toeschouwers: 605 Scheidsrechter: Allard Lindhout |
| 20 oktober 2014 20.00 |                | Shirtsponsor : Limburgse Passie | '29 Johan Plat '35 Johan Plat | De Grolsch Veste, Enschede Toeschouwers: 605 Scheidsrechter: Allard Lindhout |

|                       |                                                    |                         |                  |                                                                                        |
| 26 oktober 2014 14.30 | Roda JC Kerkrade                                   | 3–0                     | Sparta Rotterdam | Parkstad Limburg Stadion, Kerkrade Toeschouwers: 11.549 Scheidsrechter: Jeroen Sanders |
| 26 oktober 2014 14.30 | Bart Biemans '10 Marc Höcher '74 Frank Demouge '75 | Shirtsponsor : Koempels |                  | Parkstad Limburg Stadion, Kerkrade Toeschouwers: 11.549 Scheidsrechter: Jeroen Sanders |

#### November
|                       |              |                                 |                                                                  |                                                                                     |
| 2 november 2014 14.30 | Achilles '29 | 0–4                             | Roda JC Kerkrade                                                 | Sportpark De Heikant, Groesbeek Toeschouwers: 1.400 Scheidsrechter: Jeroen Manschot |
| 2 november 2014 14.30 |              | Shirtsponsor : Limburgse Passie | '49 Frank Demouge '35 Marc Höcher '59 Johan Plat '76 Marc Höcher | Sportpark De Heikant, Groesbeek Toeschouwers: 1.400 Scheidsrechter: Jeroen Manschot |

|                       |                                         |                                 |                                                                |                                                                                |
| 7 november 2014 20.00 | FC Emmen                                | 2–3                             | Roda JC Kerkrade                                               | De JENS Vesting, Emmen Toeschouwers: 6.028 Scheidsrechter: Reinold Wiedemeijer |
| 7 november 2014 20.00 | Leandro Resida '80 Niek Vossebelt '90+5 | Shirtsponsor : Limburgse Passie | '32 Anco Jansen '35 Johan Plat '65 Guy Ramos '74 Frank Demouge | De JENS Vesting, Emmen Toeschouwers: 6.028 Scheidsrechter: Reinold Wiedemeijer |

|                        |                     |                                 |                                                                               |                                                                                             |
| 21 november 2014 20.00 | Roda JC Kerkrade    | 1–4                             | Almere City FC                                                                | Parkstad Limburg Stadion, Kerkrade Toeschouwers: 10.220 Scheidsrechter: Reinold Wiedemeijer |
| 21 november 2014 20.00 | Henk Dijkhuizen '89 | Shirtsponsor : Limburgse Passie | '23 Jergé Hoefdraad '47 Vincent Janssen , '58 Vincent Janssen '74 Ricardo Kip | Parkstad Limburg Stadion, Kerkrade Toeschouwers: 10.220 Scheidsrechter: Reinold Wiedemeijer |

|                        |                     |                                 |                                      |                                                                                   |
| 28 november 2014 20.00 | De Graafschap       | 1–2                             | Roda JC Kerkrade                     | Parkstad Limburg Stadion, Kerkrade Toeschouwers: 5.693 Scheidsrechter: Ed Janssen |
| 28 november 2014 20.00 | Jerry van Ewijk 13' | Shirtsponsor : Limburgse Passie | 59' Bart Biemans 62' Henk Dijkhuizen | Parkstad Limburg Stadion, Kerkrade Toeschouwers: 5.693 Scheidsrechter: Ed Janssen |

#### December
|                       |                                                                        |     |                                                          |                                                                                      |
| 1 december 2014 20.00 | Roda JC Kerkrade                                                       | 4–3 | FC Oss                                                   | Parkstad Limburg Stadion, Kerkrade Toeschouwers: 9.102 Scheidsrechter: Christaan Bax |
| 1 december 2014 20.00 | Mitchel Paulissen 35' Tom van Hyfte 52' Bart Biemans 70' Guy Ramos 78' |     | 3' Genaro Snijders 18' Johnatan Opoku 90' Justin Mathieu | Parkstad Limburg Stadion, Kerkrade Toeschouwers: 9.102 Scheidsrechter: Christaan Bax |

|                       |                   |     |                   |                                                                   |
| 7 december 2014 14.30 | VVV-Venlo         | 1–1 | Roda JC Kerkrade  | De Koel, Venlo Toeschouwers: 6.300 Scheidsrechter: Eric Braamhaar |
| 7 december 2014 14.30 | Randy Wolters 78' |     | 89' Frank Demouge | De Koel, Venlo Toeschouwers: 6.300 Scheidsrechter: Eric Braamhaar |

|                        |                  |                      |        |                                                                                     |
| 12 december 2014 20.00 | Roda JC Kerkrade | 0–1                  | N.E.C. | Parkstad Limburg Stadion, Kerkrade Toeschouwers: 16.015 Scheidsrechter: Bas Nijhuis |
| 12 december 2014 20.00 |                  | 43' Anthony Limbombe |        | Parkstad Limburg Stadion, Kerkrade Toeschouwers: 16.015 Scheidsrechter: Bas Nijhuis |

|                        |                                                            |     |                   |                                                                                       |
| 21 december 2014 14.30 | Roda JC Kerkrade                                           | 3–1 | FC Den Bosch      | Parkstad Limburg Stadion, Kerkrade Toeschouwers: 10.166 Scheidsrechter: Siemen Mulder |
| 21 december 2014 14.30 | Henk Dijkhuizen 1' Henk Dijkhuizen 31' Nathan Rutjes 90+3' |     | 73' Siemen Mulder | Parkstad Limburg Stadion, Kerkrade Toeschouwers: 10.166 Scheidsrechter: Siemen Mulder |

- Almere City FC Periode 2 kampioen

#### Januari
|                       |                                                    |     |                  |                                                                                  |
| 16 januari 2015 20.00 | RKC Waalwijk                                       | 3–0 | Roda JC Kerkrade | Mandemakers Stadion, Waalwijk Toeschouwers: 2.700 Scheidsrechter: Tom van Sichem |
| 16 januari 2015 20.00 | Nick Coster 56' Gianluca Maria 64' Nick Coster 73' |     |                  | Mandemakers Stadion, Waalwijk Toeschouwers: 2.700 Scheidsrechter: Tom van Sichem |

|                       |                   |     |                                                   |                                                                                        |
| 25 januari 2015 14.30 | Roda JC Kerkrade  | 1–3 | Fortuna Sittard                                   | Parkstad Limburg Stadion, Kerkrade Toeschouwers: 13.015 Scheidsrechter: Danny Makkelie |
| 25 januari 2015 14.30 | Tom van Hyfte 87' |     | 8' Roel Janssen 43' Roel Janssen 65' Roel Janssen | Parkstad Limburg Stadion, Kerkrade Toeschouwers: 13.015 Scheidsrechter: Danny Makkelie |

|                       |                                                       |     |                  |                                                                         |
| 1 februari 2015 14.30 | MVV Maastricht                                        | 3–1 | Roda JC Kerkrade | Geusselt, Maastricht Toeschouwers: 8.321 Scheidsrechter: Jeroen Sanders |
| 1 februari 2015 14.30 | Stef Peeters 14' Bryan Smeets 45+1' Davy Brouwers 85' |     | 11' Anco Jansen  | Geusselt, Maastricht Toeschouwers: 8.321 Scheidsrechter: Jeroen Sanders |

#### Februari
|                       |              |                                         |                  |                                                                               |
| 6 februari 2015 20.00 | FC Eindhoven | 0–2                                     | Roda JC Kerkrade | Jan Louwersstadion, Eindhoven Toeschouwers: 3.248 Scheidsrechter: Bas Nijhuis |
| 6 februari 2015 20.00 |              | 59' Mitchell Paulissen 62' Bart Biemans |                  | Jan Louwersstadion, Eindhoven Toeschouwers: 3.248 Scheidsrechter: Bas Nijhuis |

|                       |                                                      |     |                                      |                                                                                       |
| 9 februari 2015 20.00 | Roda JC Kerkrade                                     | 3–2 | FC Volendam                          | Parkstad Limburg Stadion, Kerkrade Toeschouwers: 9.060 Scheidsrechter: Eric Braamhaar |
| 9 februari 2015 20.00 | Bart Biemans 6' Sofian Akouili 45+3' Edwin Gyasi 66' |     | 2' Kevin Brands 90+3' Brandley Kuwas | Parkstad Limburg Stadion, Kerkrade Toeschouwers: 9.060 Scheidsrechter: Eric Braamhaar |

|                        |                                                                |     |                                                   |                                                                              |
| 16 februari 2015 20.00 | Jong Ajax                                                      | 3–3 | Roda JC Kerkrade                                  | Sportpark De Toekomst, Amsterdam Toeschouwers: 582 Scheidsrechter: Davy Otto |
| 16 februari 2015 20.00 | Richairo Živković 7' Jaïro Riedewald 11' Richairo Živković 16' |     | 27' Hicham Faik 65' Anco Jansen 90+1' Hicham Faik | Sportpark De Toekomst, Amsterdam Toeschouwers: 582 Scheidsrechter: Davy Otto |

|                        |                               |     |                        |                                                                                        |
| 20 februari 2015 20.00 | Roda JC Kerkrade              | 2–1 | VVV-Venlo              | Parkstad Limburg Stadion, Kerkrade Toeschouwers: 9.856 Scheidsrechter: Allard Lindhout |
| 20 februari 2015 20.00 | Guy Ramos 27' Edwin Gyasi 69' |     | 22' Abdelaziz Khalouta | Parkstad Limburg Stadion, Kerkrade Toeschouwers: 9.856 Scheidsrechter: Allard Lindhout |

|                        |                                                          |     |                  |                                                                              |
| 27 februari 2015 20.00 | N.E.C.                                                   | 3–0 | Roda JC Kerkrade | Goffertstadion, Nijmegen Toeschouwers: 12.500 Scheidsrechter: Pol van Boekel |
| 27 februari 2015 20.00 | Navarone Foor 13' Christian Santos 84' Navarone Foor 87' |     |                  | Goffertstadion, Nijmegen Toeschouwers: 12.500 Scheidsrechter: Pol van Boekel |

#### Maart
|                    |                   |     |                 |                                                                                            |
| 8 maart 2015 14.30 | Roda JC Kerkrade  | 1–1 | De Graafschap   | Parkstad Limburg Stadion, Kerkrade Toeschouwers: 11.075 Scheidsrechter: Edwin van de Graaf |
| 8 maart 2015 14.30 | Tom van Hyfte 11' |     | 53' Karim Tarfi | Parkstad Limburg Stadion, Kerkrade Toeschouwers: 11.075 Scheidsrechter: Edwin van de Graaf |

- FC Oss Periode 3 kampioen

|                     |                    |     |                  |                                                                                  |
| 13 maart 2015 20.00 | FC Oss             | 1–0 | Roda JC Kerkrade | Frans Heesenstadion, Oss Toeschouwers: 2.412 Scheidsrechter: M.C. van den Heuvel |
| 13 maart 2015 20.00 | Johnatan Opoku 69' |     |                  | Frans Heesenstadion, Oss Toeschouwers: 2.412 Scheidsrechter: M.C. van den Heuvel |

|                     |                                      |     |                                                                                  |                                                                                      |
| 16 maart 2015 20.00 | Roda JC Kerkrade                     | 2–4 | Telstar                                                                          | Parkstad Limburg Stadion, Kerkrade Toeschouwers: 8.655 Scheidsrechter: Rob Dieperink |
| 16 maart 2015 20.00 | Tom van Hyfte 64' Danny Schreurs 70' |     | 17' Kevin van Essen 22' Tarik Tissoudali 58' Ralf Seuntjens 90+3' Ralf Seuntjens | Parkstad Limburg Stadion, Kerkrade Toeschouwers: 8.655 Scheidsrechter: Rob Dieperink |

|                     |              |                    |                  |                                                                                         |
| 21 maart 2015 16.30 | FC Den Bosch | 0–1                | Roda JC Kerkrade | Stadion De Vliert, 's-Hertogenbosch Toeschouwers: 2.778 Scheidsrechter: Jeroen Manschot |
| 21 maart 2015 16.30 |              | 32' Danny Schreurs |                  | Stadion De Vliert, 's-Hertogenbosch Toeschouwers: 2.778 Scheidsrechter: Jeroen Manschot |

#### April
|                    |                                                        |     |              |                                                                                  |
| 3 april 2015 20.00 | Roda JC Kerkrade                                       | 3–0 | Achilles '29 | Parkstad Limburg Stadion, Kerkrade Toeschouwers: Davy Otto Scheidsrechter: 9.978 |
| 3 april 2015 20.00 | Tim Verhoeven 32' Danny Schreurs 58' Raymond Gyasi 74' |     |              | Parkstad Limburg Stadion, Kerkrade Toeschouwers: Davy Otto Scheidsrechter: 9.978 |

|                    | |     |                  |                                                                                        |
| 6 april 2015 14.30 | Sparta Rotterdam                                                                                            | 6–0 | Roda JC Kerkrade | Spartastadion Het Kasteel, Rotterdam Toeschouwers: 4.946 Scheidsrechter: Siemen Mulder |
| 6 april 2015 14.30 | Denis Mahmudov 17' Johan Voskamp 22' Pieter Nys 38' Denis Mahmudov 43' Johan Voskamp 66' Denis Mahmudov 69' |     |                  | Spartastadion Het Kasteel, Rotterdam Toeschouwers: 4.946 Scheidsrechter: Siemen Mulder |

|                     | |     |               |                                                                                               |
| 12 april 2015 14.30 | Roda JC Kerkrade | 7–0 | Helmond Sport | Parkstad Limburg Stadion, Kerkrade Toeschouwers: 9.782 Scheidsrechter: Martin van den Kerkhof |
| 12 april 2015 14.30 | Mitchel Paulissen 6' Bart Biemans 21' Tom van Hyfte 25' Mitchel Paulissen 42' Danny Schreurs 49' Frank Demouge 50' Mitchel Paulissen 57' |     |               | Parkstad Limburg Stadion, Kerkrade Toeschouwers: 9.782 Scheidsrechter: Martin van den Kerkhof |

|                     |                   |     |                   |                                                                          |
| 20 april 2015 14.30 | Jong PSV          | 1–1 | Roda JC Kerkrade  | De Herdgang, Eindhoven Toeschouwers: Laurens Gerrets Scheidsrechter: 885 |
| 20 april 2015 14.30 | Clint Leemans 27' |     | 72' Tom van Hyfte | De Herdgang, Eindhoven Toeschouwers: Laurens Gerrets Scheidsrechter: 885 |

|                     |                                 |     |                                   |                                                                                     |
| 24 april 2015 20.00 | Roda JC Kerkrade                | 2–2 | Jong Twente                       | Parkstad Limburg Stadion, Kerkrade Toeschouwers: 9.113 Scheidsrechter: Martin Pérez |
| 24 april 2015 20.00 | Bart Biemans 3' Anco Jansen 40' |     | 54' Ryo Miyaichi 89' Bram Verbist | Parkstad Limburg Stadion, Kerkrade Toeschouwers: 9.113 Scheidsrechter: Martin Pérez |

- FC Eindhoven Periode 4 kampioen

#### Mei
|                  |                |                      |                  |                                                                                 |
| 1 mei 2015 20.00 | Almere City FC | 0-1                  | Roda JC Kerkrade | Almere City Stadion, Almere Toeschouwers: 1.151 Scheidsrechter: Jeroen Manschot |
| 1 mei 2015 20.00 |                | Mitchel Paulissen 8' |                  | Almere City Stadion, Almere Toeschouwers: 1.151 Scheidsrechter: Jeroen Manschot |

|                  |                      |     |                                                       |                                                                                       |
| 8 mei 2015 20.00 | Roda JC Kerkrade     | 1-3 | FC Emmen                                              | Parkstad Limburg Stadion, Kerkrade Toeschouwers: 9.395 Scheidsrechter: Danny Makkelie |
| 8 mei 2015 20.00 | Ard van Peppen 90+1' |     | 51' Boy Deul 59' Niek Vossebelt 79' Alexander Bannink | Parkstad Limburg Stadion, Kerkrade Toeschouwers: 9.395 Scheidsrechter: Danny Makkelie |

### Play-offs

#### 2e ronde
|                   |          |                   |                  |                                                                            |
| 22 mei 2015 20.00 | FC Emmen | 0–1               | Roda JC Kerkrade | De JENS Vesting, Emmen Toeschouwers: 8.550 Scheidsrechter: Jeroen Manschot |
| 22 mei 2015 20.00 |          | 14' Tom van Hyfte |                  | De JENS Vesting, Emmen Toeschouwers: 8.550 Scheidsrechter: Jeroen Manschot |

|                   |                                        |           |                                  |                                                                                     |
| 25 mei 2015 14.30 | Roda JC Kerkrade *                     | 2–2 (3–2) | FC Emmen                         | Parkstad Limburg Stadion, Kerkrade Toeschouwers: 13.015 Scheidsrechter: Bas Nijhuis |
| 25 mei 2015 14.30 | Raymond Gyasi 7' Mitchel Paulissen 45' |           | 27' Boy Deul 71' Ronald Bergkamp | Parkstad Limburg Stadion, Kerkrade Toeschouwers: 13.015 Scheidsrechter: Bas Nijhuis |

#### 3e ronde
|                   |                  |                        |           |                                                                                        |
| 28 mei 2015 20.00 | Roda JC Kerkrade | 0–1                    | NAC Breda | Parkstad Limburg Stadion, Kerkrade Toeschouwers: 17.350 Scheidsrechter: Pol van Boekel |
| 28 mei 2015 20.00 |                  | 21' Adnane Tighadouini |           | Parkstad Limburg Stadion, Kerkrade Toeschouwers: 17.350 Scheidsrechter: Pol van Boekel |

|                   |                          |                           |                                          |                                                                                |
| 28 mei 2015 20.00 | NAC Breda                | 1–2 (2–2)                 | Roda JC Kerkrade *                       | Rat Verlegh Stadion, Breda Toeschouwers: 18.900 Scheidsrechter: Danny Makkelie |
| 28 mei 2015 20.00 | Tom Van Hyfte (e.d.) 96' | Roda JC wint met uitgoals | 21' Mitchel Paulissen 110' Tom Van Hyfte | Rat Verlegh Stadion, Breda Toeschouwers: 18.900 Scheidsrechter: Danny Makkelie |

### KNVB Beker

#### Tweede ronde
|                         |                                          |                             |                    |                                                                                       |
| 23 September 2014 20.45 | Roda JC Kerkrade                         | 2–1                         | sc Heerenveen      | Parkstad Limburg Stadion, Kerkrade Toeschouwers: 9.276 Scheidsrechter: Tom van Sichem |
| 23 September 2014 20.45 | Rigino Cicilia '24 Mitchel Paulissen '86 | Shirtsponsor : Soccer Arena | '85 Morten Thorsby | Parkstad Limburg Stadion, Kerkrade Toeschouwers: 9.276 Scheidsrechter: Tom van Sichem |

#### Derde ronde
|                       |                                                                   |                         |                                |                                                                                   |
| 30 oktober 2014 20.45 | Roda JC Kerkrade                                                  | 4–2                     | Sparta Rotterdam               | Parkstad Limburg Stadion, Kerkrade Toeschouwers: 6.961 Scheidsrechter: Kevin Blom |
| 30 oktober 2014 20.45 | Marc Höcher '30 Marc Höcher '90+1 Guy Ramos '116 Marc Höcher '118 | Shirtsponsor : Koempels | '8 Paul Gladon '51 Paul Gladon | Parkstad Limburg Stadion, Kerkrade Toeschouwers: 6.961 Scheidsrechter: Kevin Blom |

#### Achtste finales
|                                        |                                                        |     |                                   |                                                                                         |
| 17 december 2014 20 januari 2015 20.00 | Roda JC Kerkrade                                       | 3–2 | PSV                               | Parkstad Limburg Stadion, Kerkrade Toeschouwers: 9.440 Scheidsrechter: Richard Liesveld |
| 17 december 2014 20 januari 2015 20.00 | Tom van Hyfte '5 Edwin Gyasi '87 Mitchel Paulissen '98 |     | 17' Luuk de Jong '81 Luuk de Jong | Parkstad Limburg Stadion, Kerkrade Toeschouwers: 9.440 Scheidsrechter: Richard Liesveld |

#### Kwartfinales
|                       |                  |     |                                                                           |                                                                                            |
| 28 januari 2015 18.45 | Roda JC Kerkrade | 1–4 | Excelsior                                                                 | Parkstad Limburg Stadion, Kerkrade Toeschouwers: 6.125 Scheidsrechter: Reinold Wiedemeijer |
| 28 januari 2015 18.45 | Anco Jansen 76'  |     | 16' Ninos Gouriye 30' Jurgen Mattheij 34' Tom van Weert 84' Tom van Weert | Parkstad Limburg Stadion, Kerkrade Toeschouwers: 6.125 Scheidsrechter: Reinold Wiedemeijer |